# 韫珍金腰
韫珍金腰（学名：[Chrysosplenium wuwenchenii] 错误：{{Lang}}：文本有斜体标记（帮助））为虎耳草科金腰属下的一个种。

## 扩展阅读
- 維基物種上的相關：韫珍金腰